# Futbol'nyj Klub Oleksandrija
Il PFK Oleksandrija (in ucraino Футбольний клуб Олександрія?) è una società di calcio di Oleksandrija, in Ucraina. Dalla stagione 2015-2016 il club milita nella Prem"jer-liha, la massima serie del campionato ucraino di calcio.
Il Cultural Sports Complex Nika Stadium, che ospita le partite casalinghe, ha una capacità di 7 000 spettatori.

## Storia
Il club è nato nel 1990 col nome di Polihraftechnika Oleksandrija, prima di assumere il nome Oleksandrija nel 2003. Nella stagione 2004-2005, in Druha Liha, terza divisione ucraina, ha ottenuto il terzo posto nel girone B. Nella stagione seguente, grazie al secondo posto, ha ottenuto per la prima volta la promozione in Perša Liha, la seconda divisione nazionale.
Nel 2006 la squadra ha adottato l'attuale nome PFK Oleksandrija. 
Nella stagione 2010-2011 ha ottenuto la promozione in Vyšča Liha, la massima serie ucraina, per la prima volta nella propria storia. Dopo un anno è retrocessa in seconda serie, per poi riguadagnare la massima divisione al termine della stagione 2014-2015, conclusa al primo posto in classifica nel campionato cadetto. All'inizio della stagione 2014-2015, dopo essersi fuso con la società dell'UkrAhroKom, cambia denominazione in FK Oleksandrija.
Da neopromosso in Prem"jer-liha, la massima serie ucraina, nel 2015-2016 il club ottenne il sesto posto, valido per la qualificazione alle coppe europee. Notevole anche la semifinale di coppa nazionale raggiunta nella stessa annata. 
La squadra ha esordito in Europa League nella stagione 2016-2017, in cui non è andata oltre il terzo turno eliminatorio del torneo. Nella stagione 2017-2018 il club ha superato il terzo turno eliminatorio di Europa League, ma è stato eliminato al turno seguente, quello di play-off. Nel 2018-2029 ha ottenuto il terzo posto in campionato. Nell'Europa League 2019-2020 la squadra è stata ammessa alla fase a gironi della manifestazione per la prima volta, anche se poi ha chiuso all'ultimo posto il gruppo, con 3 pareggi e 3 sconfitte in 6 gare.

## Cronistoria del nome
- 1991-2003: Polihraftechnika Oleksandrija
- 2004-2014: PFC Oleksandrija
- 2014-: FC Oleksandrija

## Palmarès

### Competizioni nazionali
- Perša Liha: 2

2010-2011, 2014-2015

### Altri piazzamenti
- Campionato ucraino:

Secondo posto: 2024-2025
Terzo posto: 2018-2019
- Coppa d'Ucraina:

Semifinalista: 2015-2016, 2020-2021
- Perša Liha:

Secondo posto: 2013-2014
Terzo posto: 1993-1994, 2000-2001, 2008-2009, 2012-2013
- Druha Liha:

Secondo posto: 2005-2006
Terzo posto: 2004-2005

## Statistiche

### Statistiche nelle competizioni UEFA
Tabella aggiornata alla fine della stagione 2018-2019.
| Competizione                  | Partecipazioni | G | V | N | P | RF | RS |
| ----------------------------- | -------------- | - | - | - | - | -- | -- |
| Coppa UEFA/UEFA Europa League | 2              | 6 | 1 | 2 | 3 | 4  | 9  |

## Rosa 2024-2025
| N. |                    | Ruolo | Calciatore          |
| -- | ------------------ | ----- | ------------------- |
| 1  | Ucraina (bandiera) | P     | Viktor Dolgyi       |
| 4  | Ucraina (bandiera) | D     | Mykyta Kravčenko    |
| 5  | Ucraina (bandiera) | D     | Ivan Kaljužnyj      |
| 6  | Ucraina (bandiera) | C     | Kyrylo Kovalec'     |
| 9  | Ucraina (bandiera) | A     | Oleksandr Filippov  |
| 10 | Ucraina (bandiera) | C     | Andrij Kulakov      |
| 11 | Ucraina (bandiera) | C     | Artem Šuljans'kyj   |
| 15 | Ucraina (bandiera) | C     | Dmytro Myšn'ov      |
| 16 | Francia (bandiera) | D     | Théo Ndicka Matam   |
| 18 | Ucraina (bandiera) | D     | Serhij Lohinov      |
| 19 | Ucraina (bandiera) | C     | Volodymyr Šepeljev  |
| 20 | Ucraina (bandiera) | C     | Daniil Vashchenko   |
| 21 | Ucraina (bandiera) | C     | Oleksandr Byelyayev |
| 22 | Ucraina (bandiera) | D     | Danil Skorko        |

| N. |                       | Ruolo | Calciatore          |
| -- | --------------------- | ----- | ------------------- |
| 23 | Brasile (bandiera)    | C     | Geovani             |
| 24 | Ucraina (bandiera)    | D     | Oleksandr Martynjuk |
| 26 | Portogallo (bandiera) | D     | Miguel Campos       |
| 27 | Albania (bandiera)    | C     | Tedi Cara           |
| 30 | Ucraina (bandiera)    | D     | Yuriy Kopyna        |
| 31 | Ucraina (bandiera)    | D     | Artem Šabanov       |
| 33 | Brasile (bandiera)    | C     | Juan Alvina         |
| 44 | Ucraina (bandiera)    | P     | Heorhij Jermakov    |
| 55 | Ucraina (bandiera)    | C     | Jevhen Smyrnyj      |
| 59 | Ucraina (bandiera)    | C     | Artem Kozak         |
| 71 | Ucraina (bandiera)    | C     | Denys Šostak        |
| 77 | Ucraina (bandiera)    | P     | Mykyta Ševčenko     |
| 86 | Ucraina (bandiera)    | D     | Anton Bol           |

## Rosa 2016-2017
| N. |                    | Ruolo | Calciatore         |
| -- | ------------------ | ----- | ------------------ |
| 3  | Ucraina (bandiera) | C     | Stanislav Mykytsey |
| 4  | Ucraina (bandiera) | C     | Vladyslav Ogirya   |
| 5  | Ucraina (bandiera) | D     | Oleksandr Matveev  |
| 6  | Ucraina (bandiera) | C     | Dmytro Leonov      |
| 7  | Ucraina (bandiera) | A     | Stanislav Kulish   |
| 8  | Ucraina (bandiera) | C     | Oleksandr Kazanyuk |
| 9  | Ucraina (bandiera) | A     | Vitalij Ponomar    |
| 10 | Ucraina (bandiera) | A     | Roman Jaremčuk     |
| 11 | Ucraina (bandiera) | D     | Andrij Curikov     |
| 12 | Ucraina (bandiera) | D     | Maksym Zhychykov   |
| 13 | Ucraina (bandiera) | C     | Artem Chorniy      |
| 14 | Ucraina (bandiera) | C     | Artem Polyarus     |
| 15 | Ucraina (bandiera) | D     | Andrij Zaporožan   |

| N. |                    | Ruolo | Calciatore          |
| -- | ------------------ | ----- | ------------------- |
| 17 | Ucraina (bandiera) | D     | Andriy Gitchenko    |
| 19 | Ucraina (bandiera) | C     | Bogdan Borovsky     |
| 21 | Ucraina (bandiera) | P     | Dmytro Rudyk        |
| 22 | Ucraina (bandiera) | C     | Vasyl' Hrycuk       |
| 24 | Ucraina (bandiera) | P     | Vladyslav Levanidov |
| 25 | Ucraina (bandiera) | D     | Sergiy Chebotaev    |
| 26 | Ucraina (bandiera) | D     | Anton Shendrik      |
| 27 | Ucraina (bandiera) | C     | Sergiy Starenkiy    |
| 40 | Ucraina (bandiera) | D     | Yuriy Putrash       |
| 44 | Ucraina (bandiera) | C     | Jevhen Banada       |
| 54 | Ucraina (bandiera) | P     | Andriy Novak        |
| 72 | Ucraina (bandiera) | C     | Mychajlo Kozak      |
| 87 | Ucraina (bandiera) | D     | Serhiy Basov        |

## Rosa 2011-2012
| N. |                      | Ruolo | Calciatore            |
| -- | -------------------- | ----- | --------------------- |
| 1  | Ucraina (bandiera)   | P     | Volodymyr Ovsiyenko   |
| 2  | Ucraina (bandiera)   | D     | Andriy Sakhnevych     |
| 3  | Ucraina (bandiera)   | C     | Oleh Yermak           |
| 4  | Rep. Ceca (bandiera) | A     | Jan Králík            |
| 5  | Ucraina (bandiera)   | D     | Ihor Cherednychenko   |
| 7  | Ucraina (bandiera)   | A     | Vyacheslav Shevchenko |
| 8  | Ucraina (bandiera)   | C     | Oleksandr Kazanyuk    |
| 9  | Ucraina (bandiera)   | C     | Oleksiy Dovhiy        |
| 10 | Tunisia (bandiera)   | C     | Toafik Salhi          |
| 11 | Moldavia (bandiera)  | A     | Petru Leucă           |
| 13 | Ucraina (bandiera)   | C     | Ruslan Zeynalov       |
| 14 | Ucraina (bandiera)   | C     | Maksym Kremenchutskyi |
| 15 | Ucraina (bandiera)   | D     | Andriy Zaporozhan     |
| 16 | Nigeria (bandiera)   | C     | Frank Temile          |
| 17 | Ucraina (bandiera)   | D     | Andrij Hitčenko       |

| N. |                      | Ruolo | Calciatore           |
| -- | -------------------- | ----- | -------------------- |
| 18 | Ucraina (bandiera)   | D     | Dmytro Nazarenko     |
| 20 | Romania (bandiera)   | C     | Vasile Olariu        |
| 22 | Ucraina (bandiera)   | C     | Pavlo Ks'onz         |
| 23 | Ucraina (bandiera)   | D     | Kyrylo Sydorenko     |
| 24 | Rep. Ceca (bandiera) | C     | Luboš Kalouda        |
| 25 | Ucraina (bandiera)   | A     | Serhiy Davydov       |
| 26 | Georgia (bandiera)   | C     | David Targamadze     |
| 27 | Ucraina (bandiera)   | C     | Serhij Staren'kyj    |
| 28 | Ucraina (bandiera)   | A     | Mychajlo Kozak       |
| 29 | Ucraina (bandiera)   | A     | Taras Kabanov        |
| 55 | Ucraina (bandiera)   | D     | Serhiy Matyukhin     |
| 77 | Ucraina (bandiera)   | P     | Yuriy Pankiv         |
| 87 | Polonia (bandiera)   | A     | Dawid Janczyk        |
| 99 | Tunisia (bandiera)   | D     | Mohamed Larbi Arouri |